# Llista d'empreses de Cap Verd
Aquesta és una llista d'empreses destacades domiciliades a Cap Verd, agrupades segons el seu sector Industry Classification Benchmark. S.A. (Sociedade Anónima) correspon aproximadament a la Ltd. anglosaxona. La majoria d'aquestes empreses cotitzen a la Borsa de Valors de Cap Verd (BVC).

## Financeres
- Banco Cabo-Verdiano de Negócios, ex-Banco Totta de Cabo Verde, banca
- Banc de Cap Verd, banc central
- Banco Comercial do Atlântico, banca
- Banco Inter-Atlântico - banca
- Caixa Económica de Cabo Verde, banca
- Sociedade Cabo-Verdiana de Seguros (IMPAR), asseguradora

## Industrials
- ENAPOR, autoritat portuària pública
- ASA-Aeroportos e Segurança Aérea, operador aeroportuari

## Mitjans
- A Semana, diari des de 1991
- Artiletra, diari de l'illa de São Vicente
- Expresso das Ilhas, diari
- Jornal O Cidadão, diari de l'illa de São Vicente
- Jornal Horizonte, diari amb seu a Praia, des de 1988
- Rádio Barlavento, ràdio
- Rádio Clube do Mindelo, ràdio
- RTC, televisió i ràdio
- Terra Nova, diari de l'illa de São Vicente des de 1975

## Viatges i oci
- Cabo Verde Express, aerolínia
- Halcyonair, aerolínia
- Inter Islands Airlines, aerolínia
- TACV Cabo Verde Airlines, aerolínia